# Arethaea insaroides
Arethaea insaroides är en insektsart som beskrevs av Rehn, J.A.G. och Morgan Hebard 1914. Arethaea insaroides ingår i släktet Arethaea och familjen vårtbitare. Inga underarter finns listade i Catalogue of Life.